# Cyathea subg. Cyathea
Cyathea es un subgénero botánico en el género Cyathea.

## Clasificación
- Subgénero Cyathea
  - Sección Alsophila
    - Cyathea abbottii
    - Cyathea acanthophora
    - Cyathea acrostichoides
    - Cyathea acuminata
    - Cyathea affinis
    - Cyathea albidosquamata
    - Cyathea alderwereltii
    - Cyathea alleniae
    - Cyathea alpicola
    - Cyathea amboinensis
    - Cyathea amintae
    - Cyathea andersonii
    - Cyathea aneitensis
    - Cyathea annae
    - Cyathea apiculata
    - Cyathea apoensis
    - Cyathea approximata
    - Cyathea archboldii
    - Cyathea ascendens
    - Cyathea atropurpurea
    - Cyathea australis
    - Cyathea baileyana
    - Cyathea balanocarpa
    - Cyathea batjanensis
    - Cyathea biformis
    - Cyathea borneensis
    - Cyathea × boytelii
    - Cyathea brevipinna
    - Cyathea brooksii
    - Cyathea bryophila
    - Cyathea buennemeijerii
    - Cyathea callosa
    - Cyathea camerooniana
    - Cyathea capensis
    - Cyathea catillifera
    - Cyathea caudata
    - Cyathea chinensis
    - Cyathea christii
    - Cyathea cincinnata
    - Cyathea cinerea
    - Cyathea coactilis
    - Cyathea colensoi
    - Cyathea × confirmis
    - Cyathea corcovadensis
    - Cyathea costalisora
    - Cyathea costulisora
    - Cyathea crassa
    - Cyathea croftii
    - Cyathea cucullifera
    - Cyathea cunninghamii
    - Cyathea cuspidata
    - Cyathea dealbata
    - Cyathea deckenii
    - Cyathea decora
    - Cyathea decrescens
    - Cyathea dicksonioides
    - Cyathea dimorpha
    - Cyathea doctersii
    - Cyathea dregei
    - Cyathea × dryopteroides
    - Cyathea edanoi
    - Cyathea elongata
    - Cyathea erinacea
    - Cyathea eriophora
    - Cyathea esmeraldensis
    - Cyathea everta
    - Cyathea excavata
    - Cyathea exilis
    - Cyathea fadenii
    - Cyathea × fagildei
    - Cyathea fenicis
    - Cyathea ferruginea
    - Cyathea foersteri
    - Cyathea fulgens
    - Cyathea fuliginosa
    - Cyathea geluensis
    - Cyathea gigantea
    - Cyathea glaberrima
    - Cyathea glabra
    - Cyathea glaziovii
    - Cyathea gleichenioides
    - Cyathea gregaria
    - Cyathea grevilleana
    - Cyathea halconensis
    - Cyathea hancockii
    - Cyathea havilandii
    - Cyathea henryi
    - Cyathea heterochlamydea
    - Cyathea hooglandii
    - Cyathea hookeri
    - Cyathea hornei
    - Cyathea horridula
    - Cyathea hotteana
    - Cyathea humilis
    - Cyathea hunsteiniana
    - Cyathea hymenodes
    - Cyathea imbricata
    - Cyathea imrayana
    - Cyathea incana
    - Cyathea incisoserrata
    - Cyathea inquinans
    - Cyathea insulana
    - Cyathea javanica
    - Cyathea junghuhniana
    - Cyathea kanehirae
    - Cyathea kermadecensis
    - Cyathea khasyana
    - Cyathea klossii
    - Cyathea latebrosa
    - Cyathea latipinnula
    - Cyathea ledermannii
    - Cyathea lepidoclada
    - Cyathea loerzingii
    - Cyathea loheri
    - Cyathea longipes
    - Cyathea lurida
    - Cyathea macarthurii
    - Cyathea macgillivrayi
    - Cyathea macgregorii
    - Cyathea macropoda
    - Cyathea madagascarica
    - Cyathea magnifolia
    - Cyathea manniana
    - Cyathea marattioides
    - Cyathea × marcescens
    - Cyathea masapilidensis
    - Cyathea media
    - Cyathea × medinae
    - Cyathea mesosora
    - Cyathea metteniana
    - Cyathea mexicana
    - Cyathea microchlamys
    - Cyathea microphylloides
    - Cyathea mildbraedii
    - Cyathea milnei
    - Cyathea minor
    - Cyathea modesta
    - Cyathea mossambicensis
    - Cyathea muelleri
    - Cyathea negrosiana
    - Cyathea nicklesii
    - Cyathea nigrolineata
    - Cyathea nigropaleata
    - Cyathea nilgirensis
    - Cyathea nockii
    - Cyathea obtusiloba
    - Cyathea ogurae
    - Cyathea oinops
    - Cyathea oosora
    - Cyathea orientalis
    - Cyathea pachyrrhachis
    - Cyathea pallidipaleata
    - Cyathea parva
    - Cyathea patellifera
    - Cyathea percrassa
    - Cyathea perpelvigera
    - Cyathea perpunctulata
    - Cyathea perrieriana
    - Cyathea physolepidota
    - Cyathea plagiostegia
    - Cyathea podophylla
    - Cyathea polycarpa
    - Cyathea polystichoides
    - Cyathea portoricensis
    - Cyathea pruinosa
    - Cyathea pseudomuelleri
    - Cyathea pubescens
    - Cyathea punctulata
    - Cyathea pycnoneura
    - Cyathea raciborskii
    - Cyathea ramispina
    - Cyathea rebeccae
    - Cyathea recommutata
    - Cyathea recurvata
    - Cyathea rigens
    - Cyathea rubella
    - Cyathea rubiginosa
    - Cyathea rufopannosa
    - Cyathea rupestris
    - Cyathea saccata
    - Cyathea salletii
    - Cyathea salvinii
    - Cyathea scandens
    - Cyathea schlechteri
    - Cyathea schliebenii
    - Cyathea sechellarum
    - Cyathea semiamplectens
    - Cyathea serratifolia
    - Cyathea setosa
    - Cyathea setulosa
    - Cyathea sinuata
    - Cyathea smithii
    - Cyathea solomonensis
    - Cyathea spinulosa
    - Cyathea stuebelii
    - Cyathea subdubia
    - Cyathea subtripinnata
    - Cyathea sumatrana
    - Cyathea tenuicaulis
    - Cyathea ternatea
    - Cyathea thomsonii
    - Cyathea tryoniana
    - Cyathea tsilotsilensis
    - Cyathea tussacii
    - Cyathea urbanii
    - Cyathea vandeusenii
    - Cyathea vieillardii
    - Cyathea walkerae
    - Cyathea welwitschii
    - Cyathea wengiensis
    - Cyathea woodwardioides
    - Cyathea woollsiana
    - Cyathea zakamenensis

  - Sección Cyathea
    - Cyathea acutidens
    - Cyathea alata
    - Cyathea albomarginata
    - Cyathea alphonsiana
    - Cyathea alstonii
    - Cyathea amazonica
    - Cyathea andina
    - Cyathea arborea
    - Cyathea armata
    - Cyathea aspera
    - Cyathea atahuallpa
    - Cyathea aterrima
    - Cyathea atrovirens
    - Cyathea barringtonii
    - Cyathea × bernardii
    - Cyathea bettinae
    - Cyathea bicrenata
    - Cyathea bipinnata
    - Cyathea boliviana
    - Cyathea borinquena
    - Cyathea bradei
    - Cyathea brevistipes
    - Cyathea brunnescens
    - Cyathea × calolepis
    - Cyathea caracasana
    - Cyathea cicatricosa
    - Cyathea concordia
    - Cyathea conformis
    - Cyathea conjugata
    - Cyathea corallifera
    - Cyathea costaricensis
    - †Cyathea cranhamii
    - Cyathea cyatheoides
    - Cyathea cyclodium
    - Cyathea cystolepis
    - Cyathea darienensis
    - Cyathea decomposita
    - Cyathea decorata
    - Cyathea decurrens
    - Cyathea delgadii
    - Cyathea demissa
    - Cyathea dichromatolepis
    - Cyathea dissimilis
    - Cyathea dissoluta
    - Cyathea divergens
    - Cyathea dombeyi
    - Cyathea dudleyi
    - Cyathea ebenina
    - Cyathea estelae
    - Cyathea falcata
    - Cyathea frigida
    - Cyathea fulva
    - Cyathea furfuracea
    - Cyathea gardneri[1]
    - Cyathea gibbosa
    - Cyathea glauca
    - Cyathea gracilis
    - Cyathea halonata
    - Cyathea harrisii
    - Cyathea haughtii
    - Cyathea hemiepiphytica
    - Cyathea hirsuta
    - Cyathea hodgeana
    - Cyathea holdridgeana
    - Cyathea howeana
    - Cyathea impar
    - Cyathea intramarginalis
    - Cyathea jamaicensis
    - Cyathea kalbreyeri
    - Cyathea lasiosora
    - Cyathea latevagens
    - Cyathea lechleri
    - Cyathea leucofolis
    - Cyathea × lewisii
    - Cyathea lockwoodiana
    - Cyathea macrocarpa
    - Cyathea macrosora
    - Cyathea marginalis
    - Cyathea microdonta
    - Cyathea microphylla
    - Cyathea microphylla[2]
    - Cyathea mucilagina
    - Cyathea multiflora
    - Cyathea multisegmenta
    - Cyathea myosuroides
    - Cyathea nanna
    - Cyathea nesiotica
    - Cyathea nigripes
    - Cyathea nodulifera
    - Cyathea notabilis
    - Cyathea onusta
    - Cyathea palaciosii
    - Cyathea paladensis
    - Cyathea pallescens
    - Cyathea parianensis
    - Cyathea parva[3]
    - Cyathea parvula
    - Cyathea pauciflora
    - Cyathea petiolata
    - Cyathea phalaenolepis
    - Cyathea phalerata
    - Cyathea phegopteroides
    - Cyathea pilosissima
    - Cyathea pinnula
    - Cyathea platylepis
    - Cyathea poeppigii
    - Cyathea praecincta
    - Cyathea pseudonanna
    - Cyathea pubens
    - Cyathea punctata
    - Cyathea pungens
    - Cyathea robertsiana
    - Cyathea rufa
    - Cyathea ruiziana
    - Cyathea sagittifolia
    - Cyathea schiedeana
    - Cyathea schlimii
    - Cyathea senilis
    - Cyathea simplex
    - Cyathea sipapoensis
    - Cyathea speciosa
    - Cyathea squamulosa
    - Cyathea steyermarkii
    - Cyathea stipularis
    - Cyathea stokesii
    - Cyathea stolzei
    - Cyathea straminea
    - Cyathea subtropica
    - Cyathea suprastrigosa
    - Cyathea surinamensis
    - Cyathea tenera
    - Cyathea tortuosa
    - Cyathea trichiata
    - Cyathea tryonorum
    - Cyathea ursina
    - Cyathea valdecrenata
    - Cyathea venezuelensis
    - Cyathea villosa
    - Cyathea weatherbyana
    - Cyathea wendlandii
    - Cyathea werffii
    - Cyathea williamsii